# Anyone Can Play Guitar
Anyone Can Play Guitar este a șasea piesă de pe albumul Pablo Honey al trupei britanice Radiohead. 